# Paluda taxkorgana
Paluda taxkorgana är en insektsart som beskrevs av Yang. Paluda taxkorgana ingår i släktet Paluda och familjen dvärgstritar. Inga underarter finns listade i Catalogue of Life.
Arten har fått sitt namn från orten Taxkorgan i Xinjiang.